# Venables, Eure

Venables este o comună în departamentul Eure, Franța. În 1 ianuarie 2018 avea o populație de 782 de locuitori.